# Tupirama
Tupirama est une municipalité brésilienne située dans l'État du Tocantins.